# Bosanci
Bosanci so prebivalci države Bosne in Hercegovine. Bosanci so tudi glavni pojem za pripadnike prebivalcev države Bosne in Hercegovine, ki pa se lahko po lastni opredelitvi uvrščajo med današnje bosanske Hrvate, Bošnjake  in bosanske Srbe, kot tudi preostale prebivalce države Bosne in Hercegovine, tako znotraj, kot zunaj njenih meja. Ime se nanaša na vse prebivalce Bosne in Hercegovine, pripadnike Bosne in Hercegovine ne glede na njihovo regionalno, versko ali narodnostno opredelitev.